# Satoshi Inoue
Satoshi Inoue (井上智, Kobe, 12 november 1956) is een Japanse jazzgitarist. Jim Hall noemt zijn voormalige protegé een uitstekende jazzgitarist met een scherpe muzikale verbeeldingskracht.

## Biografie
Inoue werd geboren in Kobe, Japan en studeerde van 1979 tot 1981 aan de Fuji School of Music in Kyoto. Tussen 1981 en 1988 leidde hij zijn eigen bands in Japan. Hij verhuisde in 1989 naar New York om te studeren aan The New School for Jazz and Contemporary Music, waar hij Hall ontmoette. Sinds zijn laatste jaar zit hij op de faculteit van de universiteit. De twee speelden samen op een gitaarduet, dat te horen was in Halls veelgebruikte instructievideo-collectie genaamd Jazz Guitar Master Class Volumes 1 & 2. In 2005 verschenen Hall en Inoue samen tijdens het 70-jarig jubileum van Village Vanguard. Inoue toerde door de jaren heen met jazzgrootheden als James Moody, James Williams, Cecil Bridgewater, Frank Foster, Slide Hampton, Barry Harris, Jimmy Heath, Arnie Lawrence, Jack McDuff, Junior Mance, Jon Faddis, Akira Tana, The Clayton Brothers en Toshiko Akiyoshi.
Zijn eigen band heeft opgetreden in de beste jazzlocaties van New York - heden en verleden - waaronder The Blue Note, Sweet Basil, Birdland, Smoke, the Village Gate en Zinc Bar. Twaalf jaar lang heeft Inoue Amerikaanse muzikanten naar Japan gebracht om herfsttournees te leiden voor concerten en workshops, waaronder het "Big Apple in Nonoichi"-festival. Jazzcritici en muzikanten kennen Satoshi Inoue al geruime tijd. Jazzhistoricus Ira Gitler beschrijft hoe Satoshi begin jaren 1990 live te horen was in Sazerac House, een restaurant aan de Hudson Street in New York: 'Ik werd gegrepen door de ongedwongen stroom van zijn ideeën en het zachte geluid waarmee hij ze uitzond'. Zijn lezingen over jazzstandards verschijnen maandelijks in het Japanse jazzmagazine Jazz Life.

## Discografie
- 1996: Plays Satoshi (Paddle Wheel Records)
- 1999: Songs (Paddle Wheel)
- 2002: Live At Smoke (What's New Records)
- 2003: Guitars Alone (What's New) duet met Peter Bernstein
- 2006: Melodic Compositions (What's New)
- 2014: Plays Jim Hall (What's New)

- International Standard Name Identifier: 0000 0004 4880 979X
- Library of Congress Control Number: no2015059832
- Virtual International Authority File: 315944497
- WorldCat: E39PBJt8dB7kBfP7kfTKJJ9xDq